# The One (téléfilm, 2004)
Pour les articles homonymes, voir The One.
Pour plus de détails, voir Fiche technique et Distribution.
The One (ou Michael Jackson : The One) est un téléfilm documentaire américain, diffusé en 2004, puis sorti en DVD, qui retrace le parcours du chanteur Michael Jackson. 

## Présentation
Le documentaire, divisé en quatre grandes parties, a pour but de nous dévoiler comment les tubes de Michael Jackson ont été créés, de diffuser des images inédites de concerts ainsi que des extraits de vidéoclips, tout cela commenté par différents intervenants. De plus, le documentaire diffuse à la fin le titre One More Chance présent sur la compilation Number Ones sortie en 2003.
Première partie
Le documentaire commence par un extrait de I Want You Back des Jackson Five à l'American Bandstand pour se concentrer sur la chanson Ben, puis parler du premier album solo de Michael Jackson chez Epic Records (Off the Wall) en mentionnant les chansons Rock with You et Don't Stop 'Til You Get Enough.
Deuxième partie
Cette partie commente essentiellement le succès de Thriller, l'album le plus vendu au monde, sorti en 1982. Elle mentionne des titres comme Billie Jean et sa prestation à l'émission Motown 25: Yesterday, Today, Forever, ainsi que Beat It ou encore Thriller, dont le vidéoclip demeure le plus populaire de l'histoire de la pop musique.
Troisième partie
La troisième partie intervient sur la période de l'album Bad et du single éponyme, tout cela accompagné d'images inédites du titre interprété lors de la tournée mondiale qui suivit l'album, le Bad World Tour, ainsi que du clip de la chanson. S'ensuit le clip de la chanson Dirty Diana, toujours commenté par les différents intervenants.
Quatrième partie
Cette dernière partie fait la synthèse de ce que Michael Jackson a apporté à la musique moderne et au monde du spectacle. Ce résumé est suivi des images de deux clips magistraux de l'artiste : Smooth Criminal et Black or White. Enfin, le documentaire finit sur un mixage d'images sur lequel est diffusée la chanson One More Chance.